# Стрєборниця (притока Вагу)
Стрєборниця (словац. Striebornica) — річка; ліва притока Вагу, протікає в окрузі П'єштяни.
Довжина приблизно 7.5-8.0 км. Витік знаходиться в Повазькому Іновці (геоморфологічна підодиниця Крагулче гори — схил гори Маргат) на висоті приблизно 300 метрів.
Впадає Губінський потік. Протікає територією села Моравани-над-Вагом. Впадає у Ваг на висоті близько 160—165 метрів.